# (74339) 1998 VW16
(74339) 1998 VW16 – planetoida z pasa głównego asteroid okrążająca Słońce w ciągu 4,53 lat ziemskich w średniej odległości 2,74 j.a. Odkryta 10 listopada 1998 roku.